# Impacto cultural de Superman
O impacto cultural de Superman desde sua criação em 1938 é imenso, com o personagem sendo considerado um ícone norte-americano e o primeiro super-herói.

## Superman em outros meios

### Desenhos animados
Entre 1941 e 1942, Superman teve 17 desenhos animados de curta metragem para o cinema, feito pelos estúdios Max Fleischer, de Max e Dave Fleischer, , com a voz de Bud Collyer, o Super-Homem da versão radiofônica, e distribuídos pela Paramount Pictures. Foi o primeiro super-herói adaptado para o meio. No Brasil, receberam títulos como Super-Homem, O Autobala, O Terremoto Elétrico, O Vulcão, A Mão Infalível, Sabotagem e Cia., O Segredo da Múmia Entre 1966 a 69, o Superman teve seu próprio desenho animado pela Filmation, "The New Adventures of Superman". De 1973 a 1984, o desenho animado Superamigos mostrava Superman como membro efetivo do grupo. Em 1987, a Ruby Spears produziu uma série de 13 desenhos animados para televisão, Superman.
Em 1996, foi produzida pela Warner Bros. Animation a série Superman: The Animated Series, dos mesmos criadores de Batman: The Animated Series, Paul Dini  e Bruce Timm. Com Tim Daly dublando o protagonista, a série foi aclamada pela crítica e pelo público como a melhor série já feita do Superman, ganhando inúmeros prêmios, inclusive um Emmy. Superman também aparece nos desenhos Justice League e Justice League Unlimited (dublado por George Newbern) e Legião dos Super-Heróis (dublado por Yuri Lowenthal).

### Seriados

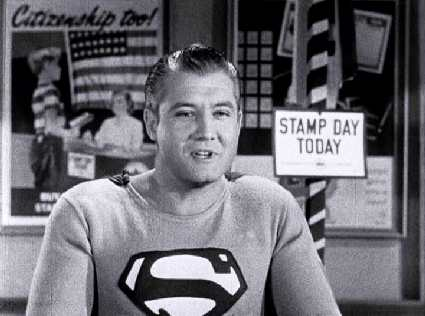
George Reeves como Super-Homem.

Em 1948 e 1950, o personagem estrelou em dois seriados para cinema, interpretado por Kirk Alyn: Superman e Atom Man vs Superman. Em 1951, George Reeves estrelou ao lado de Phyllis Coates no primeiro longa-metragem do Homem de Aço, "Superman and the Mole-Men", estréia 23 de Novembro, junto com a primeira temporada do seriado na TV. Entre 23 de Novembro de 1951  a 28 de abril de 1958 (6º temporada, episódio nº13), George Reeves estrelou em 104 episódios para a televisão, que só terminou com a morte de Reeves. George estrelou em seis temporadas originais (1951 a 1958), para TV, do seriado, "Aventuras de Superman". A primeira temporada testava o mercado com dois episódio. O seriado na TV, iniciou simultaneamente com a estréia do longa metragem nos cinemas, "Superman and the Mole-Men" (1951), para promover o longa metragem. O resultado na TV foi positivo e a produção continuou a rodar o seriado a partir do primeiro episódio, "Superman on Earth" ("Superman na Terra"), em Janeiro de 1952, com a mesma atriz, Phyllis Coates, junto a Reeves, durante toda a primeira temporada. Por este motivo, o primeiro episódio só aparece no ano seguinte depois que a primeira temporada já havia iniciada.Entre 1988 até 1992 foi exibida uma série intitulada de Superboy,
Entre 1993 e 1996, foi exibida a série Lois & Clark: The New Adventures of Superman, estrelada por Dean Cain e Teri Hatcher. A série é uma representação mais moderna do personagem Superman, focando mais no relacionamento de Clark Kent com a repórter Lois Lane, a série apresentava facetas de comédia romântica. Tomando como base a nova origem do personagem que o autor John Byrne escreveu nos quadrinhos, após Crise nas Infinitas Terras, a série apresenta um Jonathan Kent ainda vivo e um Clark mais descolado. A série mostrou as várias faces de Clark Kent/Superman, uma Lois Lane bem independente, um Perry White e um Jimmy Olsen bem divertidos, um Lex Luthor bem convencido e mau e uma Cat Grant bem atirada.
Entre 2001 a 2011, foi exibida a série Smallville criada por Alfred Gough e Miles Millar. A série abordou a transição do jovem Clark Kent (Tom Welling) da sua fase adolescente para adulta, mostrando todos os problemas enfrentados por um adolescente comum, somando-se aos fatos da adaptação de seus superpoderes e as descobertas sobre suas verdadeiras origens.

### O primeiro filme
O primeiro filme de Superman veio em 1951, Superman e da Mole Men (Superman and the Mole Men) de apenas uma hora, e foi na realidade o episódio piloto da primeira série de televisão live-action do personagem, Adventures of Superman. Antes tinha havido duas séries em 1948 e 1950. Ainda assim, Superman and the Mole Men teve exposição comercial nos cinemas.
O filme, como a série, estrelado por George Reeves como Superman e Phyllis Coates como Lois Lane, foi realizado com os recursos do tempo, isso é bastante limitado tecnicamente, e apenas ecoa a popularidade do personagem, embora na televisão ele tinha um bom apoio do público e durou seis temporadas, até sua conclusão forçada e a morte abrupta de Reeves por suicídio. O filme, se juntou a série como dois capítulos no final da primeira temporada.

### A era deChristopher Reeve
Em 1973, o produtor Alexander Salkind foi convencido por seu filho Ilya Salkind, para adquirir os direitos de filmagem de Superman para a empresa Time Warner, proprietária já nesta da DC Comics e portanto do personagem, para a realização de um novo filme que já poderia ser criado naquele momento; logo após, em 1977, seria dada uma revolução retumbante no campo de efeitos especiais graças a Star Wars, de George Lucas.
Salkind tem os direitos de exploração no cinema e começou a procurar um diretor. Um dos primeiros considerado foi Steven Spielberg, aliás amigo de George Lucas, e que também se tornara então muito famoso na época devido seu filme Tubarão; Também pensou sobre Guy Hamilton, que já tinha dirigido quatro filmes de James Bond, mas finalmente escolheu Richard Donner, que, como Spielberg, havia saltado para a fama na época com um filme de terror, Profecia.
Como a história, Mario Puzo, responsável nada menos do que o romance e adaptação de The Godfather, que escreveu uma história que lembrava a Bíblia com Superman como um enviado super-poderoso por um pai nobre.
Para o protagonista Superman/Clark Kent, se escolheu o ainda desconhecido Christopher Reeve, que convenceu os produtores e diretor em grande parte, por ser alguém desconhecido para o público (recurso muito comum atualmente); para o papel de Jor-El, pai de Superman, Marlon Brando foi selecionado, este relacionado com Puzo por protagonizar The Godfather como Don Vito Corleone; para o vilão Lex Luthor foi recrutado Gene Hackman; como Johnatan Kent, pai adotivo do Superman, o veterano Glenn Ford e o elenco escolhido  se estabeleceu para  atores pouco conhecidos como Margot Kidder no papel de Lois Lane, com a exceção de Jackie Cooper, que se tornaria Perry White, editor do Planeta Diário.

#### Superman (1978)
O filme estreou em 15 de Dezembro de 1978 intitulado Superman-The Movie (no Brasil, Super-Homem; em Portugal, Superman, O Filme), comemorando o 40º aniversário do personagem, e foi o grande sucesso daquele ano e parte de 1979, mostrando os últimos avanços tecnológicos da época e foi um sucesso de público e crítica.
A história fala da destruição do planeta Krypton, como Superman chegou à Terra, a sua adopção pelo casal Kent, a adolescência na pequena cidade rural de Smallville, a morte de Jonathan Kent, que motiva o jovem Clark Kent a buscar sua verdadeira origem, a sua chegada a cidade de Metropolis (a origem cobre quase um terço do filme), viajando o mundo e seu confronto com o megalomaníaco Lex Luthor.
A crítica elogiou a dupla interpretação de Reeve como Superman e o discreto Clark Kent, dirigido por Richard Donner, que conseguiu fazer um filme solene e a composição de músicas por John Williams, que mostrou toda sua habilidade, fazendo um dos seus melhores trabalhos até à data.

#### Superman II
Desde o primeiro filme, a história de 1978 deu origem ao que seria a continuação, o então diretor Richard Donner tinha realizado várias cenas das filmagens desta, cerca de 70% a 80% de Superman II. Mas à medida que avançava o projeto Richard Donner tinha diferenças criativas com Salkind e terminaram o despedindo, assim, entrou em seu lugar o diretor Richard Lester, que virou-se para filmar muitas cenas para deixar o filme um pouco mais leve do que tinha originalmente Donner planejado. Muito do que foi filmado por Donner não foi utilizado, enquanto que Marlon Brando impediu suas imagens editadas da primeira filmagem a serem usadas e para isso ele pediu uma grande quantia de dinheiro por elas. Unicamente se deixou 30 % do material de Donner, incluindo cenas em que Gene Hackman aparecia como Lex Luthor.
O filme foi lançado na Europa e na Austrália em 1980, nos Estados Unidos e no mundo, em 1981. Apesar das mudanças intempestivas durante a produção foi outro grande sucesso para a Warner, mantendo muito do espírito da primeira parte. Nela, Superman luta contra General Zod, Ursa e Nom, três kryptonianos banidos por seu pai, enquanto deve decidir se deseja levar uma vida normal como um ser humano com a sua amada ou sua identidade de Superman com todas as responsabilidades que isso implica.

#### Superman III
Superman III foi lançado em 1983, novamente sob a direção de Richard Lester, embora sem o roteiro de Puzo e na qual a abordagem perdeu toda a sua força devido às alterações feitas durante as filmagens. O roteiro e a história ficou a cargo de David e Leslie Newman. Originalmente se planejou que o vilão do filme seria Brainiac, mas por questões de direitos não pode ser utilizado e apenas se conservou o elemento do computador perverso com identidade própria, além de comediante Richard Pryor ser introduzido como um especialista em computadores, resultando em um personagem bastante impopular.
Desta vez, a direção de Lester acabou sendo inadequada,  e o filme não teve apelo do público como os anteriores, assim o estúdio Warner estava relutante em uma nova versão. Finalmente, Salkind perdeu os direitos de explorar a franquia Superman.

#### Superman IV: The Quest for Peace
Em 1987, se ralizou uma quarta continuação, desta vez impulsionada pelo próprio Christopher Reeve, que teve o apoio dos estúdios Cannon Films, bem como os parceiros Golan-Globus, juntamente com a Warner que, desta vez não costeava todos os gastos. A direção desta vez foi dada ao desconhecido Sidney J. Furie, devido a outras mudanças no equipamento e na equipe de produção e a história foi a primeira a ter um subtítulo.
A história, que também contribuiu Reeve era sobre o desarmamento nuclear no mundo, porque neste Superman quer fazer algo realmente significativo com seus poderes, embora deve enfrentar o Homem Nuclear, criação de Lex Luthor, e assim, embora bem-intencionado, o filme não tivera o impacto desejado, então a Warner decidiu dar um hiato na série.

### Spin-off: Supergirl
Lançado em 1984, sua personagem principal é a prima do super-herói Superman (ou Super-Homem), interpretada por Helen Slater. Foi produzido no embalo do sucesso dos filmes do último filho de Kripton pelo produtor Ilya Salkind.
Na história, Kara-El vem à Terra e se disfarça como Linda Lee para tentar recuperar o Omegaheadron, a fonte de energia de seu atual planeta. O objeto, porém, está nas mão da bruxa Selena (interpretada por Faye Dunaway), que tenta utilizá-lo para conquistar o mundo.

### Quinto filme

#### Projetos abortados
A Cannon Pictures planejou usar os 44 minutos cortados de Quest for Peace para fazer um quinto filme, produzido por Alexander Salkind, dirigido por Albert Pyun e possivelmente lançado em 1992, mas o projeto foi cancelado.
Anos mais tarde, a Warner investiu em um novo filme inspirado na série A Morte de Superman, Superman Reborn, que seria dirigido por Tim Burton e estrelado por Nicolas Cage, com possível lançamento para 1998. O primeiro roteiro foi escrito por Jonathan Lemkin, mas Warner achou o roteiro muito parecido com o de Batman Forever e, portanto, pediu para Gregory Poirier para reescrevê-lo. Embora satisfeita com a nova versão , a Warner Bros. pediu para Kevin Smith para escrever um terceiro, rebatizado Superman Lives. Mais uma vez, o roteiro passa pelas mãos de vários escritores, sem nunca receber a aprovação da Warner Bros, incluindo as questões orçamentais.
Na década de 2000, outros dois  projetos infrutíferos de Superman foram discutidos na Warner, Batman Vs. Superman, dirigido por Wolfgang Petersen, e Superman: Flyby, um recomeço da série que teve McG, J.J. Abrams e Brett Ratner considerados para a direção.

### A série retomada

#### Superman Returns
Em 2006, um novo filme do Superman sai nos cinemas: Superman Returns, dirigido por Bryan Singer. Singer decidiu fazer uma continuação que ignoraria o terceiro e quarto filmes. Brandon Routh assumiu o papel-título. Kevin Spacey, que estava no projeto de Tim Burton finalmente consegue o papel de Lex Luthor.
Superman Returns foi lançado em 2006 e alcançou críticas muito positivas da maioria da imprensa de entretenimento. Neste, o quinto filme da saga iniciada por Richard Donner considera apenas os dois primeiros filmes produzidos, ignorando as terceira e quarta partes.
No filme, o Homem de Aço retorna à Terra depois de cinco anos de ausência em que ele foi em busca dos restos mortais de seu planeta natal Krypton. Ao chegar, ele percebe que o mundo aprendeu a viver sem ele, e que sua amada Lois tem um novo parceiro, que deve ganhar um lugar novamente entre o povo da terra e enfrentar seu arqui-inimigo Lex Luthor, recém-libertado da prisão, e que assumiu a tecnologia kryptoniana do herói na Fortaleza da Solidão.
Após o sucesso moderado do filme nas bilheterias, a continuação é cancelada. Warner Bros. decidiu fazer um reboot na série, confiando que o projeto seja parte da equipe de Batman: O Cavaleiro das Trevas, Christopher Nolan e David S. Goyer.

#### Man of Steel (2013)
Durante uma guerra em um planeta distante chamado Krypton, Jor-El envia seu filho Kal-El à Terra para evitar a morte. Ao chegar lá, ele cai em uma pequena cidade chamada Smallville, onde é adotado pela família Kent e lhe dão o nome de Clark. Aos poucos, ele descobre quem ele é, mas ele se pergunta por que está na Terra. Depois de ter crescido parte para descobrir quem ele é e porque está aqui, e vive de maneira nômade ao redor do globo. Tudo se complica quando o General Zod (ex-rival de Jor-El) ameaça matar civis se Kal-El não se não entregar a ele.
O filme foi um reinício a franquia Superman. O diretor eleito foi Zack Snyder e Henry Cavill era Clark Kent / Superman e Amy Adams como Lois Lane.

#### Batman v Superman: Dawn of Justice(2016)
Após uma luta titânica contra o General Zod (que ocorreu no filme Man of Steel), Metrópolis foi devastada e Super-Homem (Henry Cavill) se tornou a figura mais controversa no mundo e divide a opinião da população mundial. Enquanto muitos contam com ele como herói e principal salvador, vários outros não concordam com sua permanência no planeta e o consideram uma ameaça para a humanidade. Bruce Wayne (Ben Affleck) está do lado dos inimigos de Clark Kent e decide usar sua força de Batman para enfrentá-lo. Nada pode impedi-los de travar esta guerra. Enquanto os dois brigam, porém, uma nova ameaça ganha força. Uma que tem mais poder e pode pôr em perigo o mundo e causar a destruição total da humanidade.

### Video games
- 1978: Superman, da Atari para o Atari 2600.
- 1984: Superman III, da Atari, para seus computadores de 8 bits. Nunca foi lançado.
- 1985: Superman: The Game da First Star Software, para o Commodore 64.
- 1987: Superman, da Kemco para o NES.
- 1988: Superman: Man of Steel, da Tynesoft para o Commodore 64.
- 1988: Superman, fliperama da Taito.
- 1992: Superman: The Man of Steel, da Virgin Interactive para o Master System.
- 1992: Superman, da Sunsoft para o Mega Drive.
- 1994 / 1995: The Death and Return of Superman (baseado em A Morte do Superman), da Sunsoft, para Super Nintendo e Mega Drive.
- 1995: Personagem jogável em Justice League Task Force, da Acclaim para Super Nintendo e Mega Drive.
- 1998: Superman, da Titus para o Game Boy.
- 1999: Superman 64, da Titus para o Nintendo 64. Infamemente lembrado como um dos piores jogos de todos os tempos.
- 2000: Superman, da Titus para o PlayStation. Nunca foi lançado (deveria ser uma versão paralela ao jogo de Nintendo 64 mencionado acima, mas devido ao fracasso deste, acabou engavetado)
- 2002: Personagem jogável em Justice League: Injustice for All (baseado no desenho animado), da Midway para o Game Boy Advance.
- 2002: Superman: The Man of Steel, da Infogrames/Atari para o Xbox.
- 2002 / 2003: Superman: Shadow of Apokolips, da Infogrames/Atari, para PlayStation 2 e GameCube.
- 2003: Superman: Countdown to Apokolips, da Infogrames/Atari para Game Boy Advance.
- 2003: Personagem jogável em Justice League: Chronicles (também baseado no desenho da Liga), da Midway para Game Boy Advance.
- 2006: Personagem jogável em Justice League Heroes, da Eidos para PlayStation 2, Xbox, Nintendo DS e PSP. Aparece como personagem auxiliar, não-controlável na versão de Game Boy Advance deste jogo (que é focalizada no Flash). Dublado por Crispin Freeman nas versões para console.
- 2006: Superman Returns (baseado no filme de mesmo nome), da Electronic Arts para PlayStation 2, Xbox, Xbox 360 e Nintendo DS. Dublado por Brandon Routh nas versões para console.
- 2006: Superman Returns: Fortress of Solitude, da Electronic Arts para Game Boy Advance.
- 2008: Personagem jogável em Mortal Kombat vs. DC Universe, da Midway para Playstation 3 e Xbox 360. Dublado por Chris Smith.
- 2010: DC Universe Online, da Sony para Playstation 3 e PC. Dublado por Adam Baldwin.
- 2013: Injustice: Gods Among Us, disponível para PS3, Xbox 360 e Nintendo Wii U. Dublado por George Newbern na versão americana e Guilherme Briggs na versão brasileira.